# 賴俊祥
賴俊祥（1970年10月19日—2016年6月27日），台灣花蓮人，台灣生物學家，師從呂光洋教授專精於山椒魚研究，發表多種新種。

## 生平
賴俊祥為花蓮人，自花蓮高中畢業後，就讀臺灣師範大學生命科學系。在台師大期間投入了兩棲類的研究，並於師大取得碩士、博士學位。在1986年之前，台灣的山椒魚研究付之闕如，賴俊祥與指導教授呂光洋共同開啟了台灣山椒魚的系統性研究。2016年6月27日，為研究楚南氏山椒魚族群分佈，前往奇萊東稜過程中於磐石山東坡池失足墜崖，掉落300米深的北邊溪溝失足墜崖身亡。

## 發表物種
賴俊祥參與4種生物的發表，皆為台灣特有兩棲類物種。
- 橙腹樹蛙 Rhacophorus aurantiventris（Lue, Lai, & Chen, 1994）[4]
- 諸羅樹蛙 Rhacophorus arvalis（Lue, Lai, & Chen, 1995）[5]
- 觀霧山椒魚 Hynobius fuca （Lai & Lue, 2008）[6]
- 南湖山椒魚 Hynobius glacialis （Lai & Lue, 2008）[6]